# هاینتس-هارالد فرنتزن
هاینتس-هارالد فرنتزن (آلمانی: Heinz-Harald Frentzen؛ زادهٔ ۱۸ مهٔ ۱۹۶۷ در مونشن‌گلادباخ) رانندهٔ سابق مسابقات اتومبیل‌رانی اهل آلمان است که از فصل ۱۹۹۴ تا ۲۰۰۳ در مجموع در ۱۶۰ گراند پری از مسابقات جهانی فرمول یک شرکت کرد.
فرنتزن در طول دوران فعالیت خود در فرمول یک ۲ بار مسابقه را از پول پوزیشن آغاز کرد و در ۶ مسابقه موفق شد سریع‌ترین زمان طی یک دور پیست را به نام خود ثبت کند. او در این مسابقات ۱۸ بار بر روی سکو رفت، مجموعاً ۳ بار به پیروزی دست یافت و ۱۷۴ امتیاز را نیز به نام خود به‌ثبت رساند.